# リヴァンプ
株式会社リヴァンプ (Revamp Corporation) は、東京都港区に本社を置く経営支援会社。

## 概略
ファーストリテイリング元副社長で企業再生支援ビジネス企業キアコンを運営していた澤田貴司、ファーストリテイリングの社長を務めていた玉塚元一が2005年に設立。企業経営支援コンサルティング業務、経営者実務など企業再生ビジネスを手掛ける。社名のリヴァンプは「刷新する」の意味。

## 事業概要
2005年の創業以来、“企業を芯から元気にする”を企業理念とし、クライアントの中長期的な成長を目指し、「経営」「DX」「投資」の三本柱で企業の内製化支援を行っている。業務プロセスに向き合い、企業の基礎体力の強化を行う延長でビジネスモデルの変革を起こすことがリヴァンプの大きな強み。マーケティングにおいては自社でCM

やアプリの制作、基幹システムの構築などを手掛ける。
2005年にロッテリアの再建を手掛けた他、、
2006年にアメリカ合衆国の大手ドーナツチェーンであるクリスピー・クリーム・ドーナツを、日本国内に開店させた事で話題を集めた。
また、良品計画などの小売業や、カメラのキタムラの事業再生において経営支援業務を一部行うなど、様々なクライアント

に対し経営支援業務を行っている。
一方、カプセルホテルを運営する9 hoursやリヴァンプアカデミーなど、自社で事業経営も行っている。

## 沿革
- 2003年2月 - 澤田貴司が株式会社キアコン設立。
- 2005年9月 - 株式会社リヴァンプを設立。澤田貴司と玉塚元一が共同代表に就任。
- 2016年4月1日 - 社長兼CEOに、当時副社長だった湯浅智之[17]を起用。
- 2018年2月 - 2つ目となる池袋サンシャインオフィスを開設。
- 2021年6月14日 - 同年6月29日に予定していたJASDAQへの上場を中止すると発表[18][19]。
- 2022年3月10日 -コーポレートロゴを刷新[20]